# 赵启霖
趙啓霖（1859年—1935年），雙姓伍趙氏，字芷蓀，號瀞園，湖南長沙府湘潭县明道乡（今屬湘潭市）人，清朝政治人物、學者、教育家。因敢言和不畏权贵，而跟同朝为官的御史赵炳麟和江春霖被称作“三麟（霖）”。

## 生平
由縣學生考選優貢生，光绪十年（1884年）署任沅州府麻陽縣教諭。十一年（1885年）乙酉科鄉試舉人。十二年（1886年）署任常德府武陵縣訓導，十五年（1889年）署任澧州直隸州澧州訓導。
光绪十八年（1892年）壬辰科第二甲第五名進士出身，同年五月，改翰林院庶吉士。光緒二十年四月，散館，授翰林院編修，充國史館協修。三十年（1904年）以編修充甲辰科會試同考官。三十一年（1905年）出任京師湘學堂監督，以編修充學部二等諮議官。
三十二年（1906年）考選河南道監察御史，隨即改調江蘇道監察御史。三十三年（1907年）四月，因彈劾段芝贵行賄固山貝子载振之「杨翠喜案」，經醇親王載灃、大學士孫家鼐初步調查不得實，於是以「不詳加訪察，輒以毫無根據之詞率行入奏」革職。六月初七日丙寅，起復原官。八月十七日丙子，彈劾署吉林將軍達桂，達桂遭革職永不敘用。三十四年（1908年）選任學務議紳。
宣統元年（1909年）充湖南高等學堂監督，改署四川提學使，兼四川存古學堂監督。民國後致力湖南教育事業，任湖南船山学社社长。

## 著作
著有《瀞園集》六卷。

## 影視
- 《走向共和》，贾兆冀扮演。[5]